# Desa Srijaya (administrativ by i Indonesien, lat -6,18, long 107,07)
Desa Srijaya är en administrativ by i Indonesien.   Den ligger i provinsen Jawa Barat, i den västra delen av landet, 25 km öster om huvudstaden Jakarta.